# Cecilia Bákula
María Cecilia Crescencia Bákula Budge (Lima, 18 de noviembre de 1950) es una historiadora, escritora, conservadora de museo e investigadora peruana.

## Biografía
Hija del embajador Juan Miguel Bákula Patiño y Laura Isabel Budge Nosiglia.
Estudió en la Facultad de Letras y Ciencias Humanas en la Pontificia Universidad Católica del Perú, en la cual se graduó como Bachiller en Humanidades. Obtuvo un Doctorado en Historia en la misma casa de estudios. Siguió también el Programa de Alta Dirección en la Universidad de Piura.
Desde 1982 es Directora del Museo del Banco Central de Reserva. Ha sido curadora del Museo de Arte Precolombino y consultora de la UNESCO.
En agosto de 2006 fue designada como directora del Instituto Nacional de Cultura del Perú, cargo en el que permaneció hasta 2010.
En 2010 fue nombrada como Embajadora (Representante Permanente) del Perú ante la Organización de las Naciones Unidas para la Educación la Ciencia y la Cultura (UNESCO) con sede en París, cargo que ejerció hasta 2012.
Desde 2019 forma parte de la Comisión de Apoyo a la Lucha Contra la Corrupción de la Municipalidad de Miraflores.
En el ámbito académico, se ha desempeñado como docente en la Pontificia Universidad Católica del Perú y en la Academia Diplomática del Perú Javier Pérez de Cuéllar.

## Publicaciones
- El Perú en el Bicentenario (2019)
- Visión Cartográfica del Perú y América (2014)
- Mestizo: del renacimiento al barroco andino (2008) con José Torres della Pina
- Los reinos preincaicos y los incas (1992) con Laura Laurencich
- Reinos Preincaicos y El Imperio Inca (2009) con Laura Laurencich y María Rostworowski
- Los ideales de Bolívar en la integración de los pueblos hispanoamericanos (1975)

## Reconocimientos
- Medalla de Honor al Mérito en Historia y Promoción Social - Municipalidad de Miraflores
- Medalla del Comando Conjunto de las Fuerzas Armadas.
- Premio Luces por el libro “El Perú en el bicentenario”
- Primer Premio en el Concurso de la Comisión Nacional del Sesquicentenario de la Independencia del Perú Archivado el 19 de diciembre de 2022 en Wayback Machine.